# Богаевский стан
Богаевский стан и Богаевская волость — исторические административно-территориальные единицы во Владимирском уезде Замосковного края Московского царства.
В XVII веке, согласно определению Ю. В. Готье, стан был совокупностью известного количества населенных местностей и пустошей, не объединенных какой-либо организацией. По большей части это были прежние волости, общинное устройство которых распалось с того времени, как они, вследствие раздач, перешли по частям в частное владение. В этот период стан мог включать в себя несколько волостей. Но в других случаях мог также считаться административной единицей одного порядка с волостью в составе уезда.
В XVII веке Богаевский стан располагался по реке Клязьме, у границ Переяславского уезда. В пределах позже образованного на этой территории Покровского уезда Владимирской губернии.
Во время опричнины земли Богаевской волости раздавались в поместья и вотчины. Матвей Шерапов отделил в 1566-67 годах Тихону, Ивану и Тарасу Гавриловичам Тыртовым чёрные земли в Богаевской волости, по-видимому, в порядке возмещения за их вотчины, отобранные в опричнину. Во время опричнины речь шла не только о перераспределении внутри господствующего класса земельного фонда за счет разгрома крупного привилегированного княжеско-боярского землевладения, но и о массовом захвате феодалами чёрных крестьянских земель, причем в основном в уездах, не включенных в состав опричнины. Тыртовы продали свою вотчину известному опричнику Г. Д. Ловчикову. Уже после того, как Г. Д. Ловчиков был казнён Иваном Грозным, в 1573-74 годах эта вотчина, по данной грамоте детей Г. Д. Ловчикова, поступила в Троице-Сергиев монастырь.
В 1579—1584 годах продолжалось спорное дело между Троице-Сергиевым монастырём и черными крестьянами Аргуновской волости о деревнях Крутое и Омутище. Названные деревни относились к троицкому селу Крутец и входили в Богаевскую волость Владимирского уезда. При первом рассмотрении этого конфликта в Чети дьяка Саввы Фролова в 1584 году монастырь не имел желаемого результата, и дело было передано в приказ Большого дворца, руководимый тогда Г. В. Годуновым. В ноябре I585 года тот принял удовлетворяющее старцев решение, окончательно санкционированное затем царем Федором Ивановичем. Права Троице-Сергиева монастыря на деревни были закреплены в писцовых книгах Богаевской волости Я. Губина и Ф. Тютина 1585 года в ходе «генеральной» ревизии троицких вотчин в 1593/94 годах.

## Некоторые населённые пункты и земли в XVI—XVIII веках
- Вотчина Ловчиковых, позже Троице-Сергиева монастыря. 
Сельцо Крутец на реке Клязьме с церковью Богоявления Христова. При сельце на обеих берегах Клязьмы деревни Левоково (в другом документе Левоново, располагалось на речке Крутец), Аннино (на речке Ольховке), Яковлево, Борщевня (на Клязьме), Филино (на суходоле). Земли вокруг озёр Богдарня, Ершевское. Половина озера Светецкое[6].
- Деревни Старая Яковлева (на речке Берексе), Новая Яковлева (на Клязьме)[6].
- Селище Мошково (у озера Мошково)[6].
- Деревня Омутища (у озера Омутища, образовалось на отхожей земле деревни Аннино)[6].
- Деревня Крутое (на Клязьме, образовалось на отхожей земле деревни Филино)[6].
- Погост Благовещения Пресвятой Богородицы в 1 версте от деревни Леоново[6].